# Chiesa di Santa Maria Assunta (Fiesole)
La chiesa di Santa Maria Assunta si trova a Fiesole in località Ontignano.

## Storia e descrizione
È una delle poche chiese fiesolane in cui le forme romaniche, forse più antiche del XIII secolo a cui risalgono i primi documenti, sono ancora pienamente leggibili, soprattutto nella parte tergale in cui l'abside semicircolare sporge nitidamente sulla parete, la cui forma a capanna è ben visibile nonostante l'aggiunta del campanile a vela, e in quella laterale in cui si aprono le primitive monofore.
Sul lato anteriore subì invece pesanti rimaneggiamenti: nel Settecento fu allungata, furono costruiti gli altari laterali e le fu addossata la Compagnia. Nell'Ottocento fu chiuso l'occhio centrale e aperti i due laterali per ospitare la cantoria dell'organo, fu costruito l'altar maggiore con le due porticine laterali per accedere al coro.